# Olof Asplind
Olof Asplind var en svensk kyrkomålare verksam under 1700-talets andra hälft. Asplind utförde 1766 de dekorativa målningarna med änglar och moln som fanns i Finnerödja kyrka. I samband med en renovering blev stora delar av hans arbete övermålat.